# Сван, Ингвар
Ингвар Сван (швед. Ingvar Svahn; 22 мая 1938, Мальмё — 16 июня 2008, Мальмё) — шведский футболист, играл на позиции полузащитника. Становился лучшим футболистом Швеции 1967 года.

## Клубная карьера
Во взрослом футболе дебютировал в 1957 году выступлениями за команду клуба «Мальмё», в которой провёл одиннадцать сезонов, приняв участие в 217 матчах чемпионата.
В течение 1968—1970 годов играл в Бельгии, где защищал цвета команды клуба «Даринг» (Брюссель). В 1970 году вернулся в «Мальмё», в котором того же года и завершил профессиональную футбольную карьеру.
Умер 16 июня 2008 года на 71-м году жизни в родном городе Мальмё.

## Выступления за сборную
В 1961 году дебютировал в официальных матчах в составе национальной сборной Швеции. В течение карьеры в национальной команде, которая длилась 10 лет, провёл в форме главной команды страны лишь 19 матчей, забив 2 гола.

## Достижения

### Личные
- Футболист года в Швеции: 1967